# Maria Hasse
Pour les articles homonymes, voir Hasse.
Maria-Viktoria Hasse (30 mai 1921 - 10 janvier 2014) est une mathématicienne allemande qui est devenue la première femme professeur à la faculté de mathématiques et de sciences de l'université technique de Dresde. Elle a écrit des livres sur la théorie des ensembles et la théorie des catégories et est connue comme l'une des auteurs du théorème de Gallai-Hasse-Roy-Vitaver en coloration de graphes.

## Éducation et carrière
Hasse est née à Warnemünde. Elle est allée au gymnasium de Rostock et après un trimestre au Reichsarbeitsdienst de 1939 à 1940, elle étudie les mathématiques, la physique et la philosophie à l'université de Rostock et à l'université Eberhard Karl de Tübingen de 1940 à 1943, obtenant un diplôme en 1943 de Rostock. Elle a continué à Rostock comme assistante et conférencière, gagnant un doctorat (Dr. rer. Nat.) en 1949 et une habilitation en 1954,. Sa thèse de doctorat, intitulée Über eine singuläre Intergralgleichung 1. Art mit logarithmischer Unstetigkeit [Sur une équation intégrale singulière du 1er type avec discontinuité logarithmique], a été supervisée par Hans Schubert (de) ; sa thèse d'habilitation est intitulée Über eine Hillsche Differentialgleichung [Sur l'équation différentielle de Hill ]. Elle a travaillé comme professeure d'algèbre à la TU Dresden de 1954 jusqu'à sa retraite en 1981.  

## Contributions
Avec Lothar Michler, Hasse a écrit Theorie der Kategorien [théorie des catégories] (Deutscher Verlag, 1966).  Elle a également écrit Grundbegriffe der Mengenlehre und Logik [Concepts de base de la théorie et de la logique des ensembles] (Harri Deutsch, 1968).  
En théorie de la coloration de graphes, le théorème de Gallai-Hasse-Roy-Vitaver fournit une dualité entre les colorations des sommets d'un graphe et les orientations (en) de ses arêtes. Il indique que le nombre minimum de couleurs nécessaires dans une coloration est égal au nombre de sommets dans un chemin le plus long, dans une orientation choisie pour minimiser la longueur de ce chemin. Il a été énoncé en 1958 dans un manuel de théorie des graphes de Claude Berge et publié de manière indépendante par Hasse, Tibor Gallai, B. Roy et L. Vitaver. La publication de ce résultat par Hasse est la deuxième chronologiquement, en 1965.  